# Николай I (граф Шверина)
Николай (Никлот) I (нем. Niklot I, Nikolaus I von Schwerin; ок. 1260—1323) — граф Шверина в 1274—1282 годах, граф Шверина-Виттенбурга с 1282 года. Сын Гунцелина III и Маргариты Мекленбургской.
Сначала правил совместно с братьями — Хельмольдом III и Гунцелином (Гюнцелем) IV. В 1282 году они разделились, Никлоту достались Виттенбург, Бойценбург и Кривиц. Вскоре умер Гюнцель IV, который был священником и детей не имел, и его владения (Доберан и Ной-Шверин) тоже были разделены.

## Семья
Никлот был женат дважды. 1-я жена — Елизавета (ум. незадолго до 14 октября 1284), дочь графа Иоганна I фон Гольштейн-Киль. От неё сын:
- Гунцелин VI (ум. 1327), граф Виттенбурга

2-я жена (1285/1290) — Мирослава (ок. 1270—1327/28), дочь Барнима I, герцога Померании.
Дети:
- Мехтильда, монахиня в Щецине
- Беатриса, монахиня в Щецине
- Кунегонда, монахиня в Царрентине
- Агнесса, монахиня в Царрентине
- Аудация, аббатиса в Царрентине
- Анастасия, 1-й муж (1306) Вальдемар IV Шлезвигский, 2-й муж граф Герхард IV фон Гольштейн-Плён.
- Маргарита, муж — Вацлав III, князь Рюгена.
- Барним
- Мирослава (1300—1368), муж (1327) — граф Иоганн III фон Гольштейн-Плён
- Николай II (ум. 1350).